# Symptomatická léčba
Symptomatická léčba (podpůrná péče) je léčba onemocnění, která se zaměřuje na klinické příznaky, nikoliv na příčiny onemocnění (etiologii). Jejím cílem je obvykle potlačení příznaků a úleva pacienta, ale může tak i zmírňovat průběh onemocnění. Pro mnoho onemocnění, přestože jsou známy jejich příčiny, je symptomatická léčba jediným možným lékařským postupem (většina virových onemocnění jako je chřipka nebo horečka riftového údolí).
Symptomatická léčba je, jako součást paliativní péče, také převažující zdravotní péčí v hospicových zařízeních.